# Amber Hall
Amber Jade Hall (Windsor, 29 dicembre 1977) è un'ex cestista canadese, professionista nella WNBA.

## Carriera
Ha disputato una stagione con le Portland Fire.